# Еставає
Еставає (фр. Estavayer) — громада  в Швейцарії в кантоні Фрібур, округ Бруа.

## Географія
Громада розташована на відстані близько 50 км на захід від Берна, 24 км на захід від Фрібура.
Еставає має площу 40,1 км², з яких на 14% дозволяється будівництво (житлове та будівництво доріг), 67,8% використовуються в сільськогосподарських цілях, 17% зайнято лісами, 1,2% не є продуктивними (річки, льодовики або гори).

## Демографія
2019 року в громаді мешкало 9762 особи (+19,8% порівняно з 2010 роком), іноземців було 22,9%. Густота населення становила 243 осіб/км².
За віковим діапазоном населення розподілялося таким чином: 22,2% — особи молодші 20 років, 61,5% — особи у віці 20—64 років, 16,2% — особи у віці 65 років та старші. Було 4062 помешкань (у середньому 2,4 особи в помешканні).
Із загальної кількості 4449 працюючих 232 було зайнятих в первинному секторі, 1609 — в обробній промисловості, 2608 — в галузі послуг.